# وادي عواها
وادي عواها يقع في جنوب مكة المكرمة وهو تابع لمركز السعدية بمحافظة الليث، ويبعد عن مكة حوالي 50 كيلومتر، سمي بهذا الاسم نسبة إلى بئر عواها الموجود بالوادي.

## السكان
يسكن في وادي عواها قبيلة ال فاضل من الجحادله من كنانة، ويصل عدد سكانها الي حوالي 6200 نسمة.